# معركة ملكية (فلم)
المعركة الملكية (باليابانية: バトル・ロワイアル) فيلم ياباني من إخراج كينجي فوكاسكو. الفيلم مقتبس من رواية تحمل نفس الاسم للكاتب كوشون تاكامي.

## القصة
تدور أحداث الفيلم في المستقبل في اليابان، حيث اختارت الحكومة اليابانية فصلاً من الطلاب في المرحلة التاسعة من تعليمهم، ووضعوهم على جزيرة نائية من أجل إجبارهم على قتل كل منهم للآخر ليتبقى فائز واحد في النهاية لم يُقتل، الآن 42 طالبا في مواجهة بعضهم البعض، بعضهم كانوا أصدقاء، وكلهم لم يتخيلوا قبل أن يناموا وفي أسوأ كوابيسهم ما سوف يواجههم اليوم.

## الممثلون
- تاتسويا فوجوارا بدور: شويا ناناهارا
- آكي مايدا بدور: نوريكو ناكاغاوا
- تارو ياماموتو بدور: شوغو كاوادا
- ماسانوبو إندو بدور: كازو كيراما
- كو شيباساكي بدور: ميتسوكو سوما
- شياكي كورياما بدور: تاكاكو تشيغوسا
- تاكيشي كيتانو بدور: كينباتسو ساكاموتشي
- ايري ايشيكاوا بدور: يوكي اوتسومي
- ساياكا كاميا بدور: ساتومي نودا
- أسامي كاناي
- آنا ناجاتا بدور: هيرونو شيمازو
- ساتومي هانامورا بدور: يوكا ناكاغاوا
- أي إيوامورا
- يوكو ميامورا
- تاكاشي تسوكاموتو بدور: شينجي ميمورا
- رين ماتسوزاوا بدور: كيتا ايجيما
- غوكي
- شيغيهيرو ياماغوتشي بدور: توشينوري اودا
- يوكيهيرو كوتانه بدور: يوشيتوكي كونينوبو
- يوكي ماسدا بدور: هيروشي كوروناغا
- سوسوكي تاكاوكا بدور: هيروكي سوغيمورا
- ياسومي سانو بدور: كازوهيكو ياماموتو
- تاماكي ميهارا بدور: ايزومي كاناي
- يوكاري كاناساوا بدور: يوكيكو كيتانو
- تاكايو ميمورا بدور: كايوكو كوتوهيكي
- هيتومي هيوغا بدور: يوكو ساكاكي
- ايكو نوغامي بدور: فوميو فوجيوشي
- ماي سيكيغوتشي بدور: كاوري مينامي

## الجوائز والترشيحات
| المسابقة                                     | المسابقة                    | المسابقة      | المسابقة |
| الجائزة                                      | الفئة                       | المستلم       | النتيجة  |
| -------------------------------------------- | --------------------------- | ------------- | -------- |
| جائزة أكاديمية اليابان                       |                             |               |          |
| افضل تصوير                                   | المعركة الملكية             | رُشِّح           |          |
| مخرج السنة                                   | كينجي فوكاسكو               | رُشِّح           |          |
| افضل تصوير سينمائي                           | كينتا فوكاساكو              | رُشِّح           |          |
| ممثل السنة                                   | تاتسويا فوجيوارا            | رُشِّح           |          |
| افضل موسيقى                                  | ماساميشي أمانو              | رُشِّح           |          |
| افضل صوت                                     | كونيو أندو                  | رُشِّح           |          |
| افضل مونتير                                  | هيروهيد آبي                 | فوز           |          |
| جائزة الأكثر شعبية                           | المعركة الملكية             | فوز           |          |
| افضل ممثل جديد                               | تاتسويا فوجيوارا وأكي مايدا | فوز           |          |
| جوائز بلو ريبون                              |                             |               |          |
| أفضل فيلم                                    | كينجي فوكاسكو               | فوز           |          |
| أفضل ممثل جديد                               | تاتسويا فوجيوارا            | فوز           |          |
| مهرجان يوكوهاما السينمائي                    | افضل ممثلة ثانوية           | كو شيباساكي   | فوز      |
| San Sebastián Horror & Fantasy Film Festival | جائزة الجمهور لأفضل فيلم    | كينجي فوكاسكو | فوز      |
| Sitges Film Festival                         | أفضل فيلم                   | كينجي فوكاسكو | رُشِّح      |

## روابط خارجية
- مقالات تستعمل روابط فنية بلا صلة مع ويكي بيانات